# Daaf Drok
Daaf Drok (né le 23 mai 1914 à Rotterdam aux Pays-Bas et mort le 7 mars 2002) était un footballeur néerlandais, qui jouait en attaque.

## Biographie
On sait très peu de choses sur sa carrière de joueur, sauf qu'il évolue dans le club belge du Royal Sporting Club Anderlecht lorsqu'il est convoqué par le sélectionneur britannique Bob Glendenning pour disputer la coupe du monde 1938 en France avec les Oranje.
En international, il participe également à une victoire 8-0 sur la Belgique.